# James Dwight
James Dwight, ameriški tenisač, * 14. julij, 1852, Pariz, Francija, † 13. julij 1917, Mattapoisett, Massachusetts, ZDA.
James Dwight je avgusta 1876 dobil prvi zabeležen teniški dvoboj v ZDA, zato velja za očeta ameriškega tenisa. V 1880-ih je nastopal na Nacionalnem prvenstvu ZDA in v posamični konkurenci najboljši rezultat dosegel leta 1883 z uvrstitvijo v finale, kjer ga je premagal Richard Sears v treh nizih, leta 1885 se je v enem dveh nastopov na Prvenstvu Anglije uvrstil v polfinale. Uspešnejši je bil v konkurenci dvojic, kjer je petkrat osvojil Nacionalno prvenstvo ZDA z Richardom Searsom, v letih 1882, 1883, 1884, 1886 in 1887. Leta 1955 je bil ob ustanovitvi sprejet v Mednarodni teniški hram slavnih.

## Finali Grand Slamov

### Moške dvojice (5)

#### Zmage (5)
| Leto | Turnir                       | Partner       | Nasprotnika v finalu                    | Rezultat finala         |
| 1882 | Nacionalno prvenstvo ZDA     | Richard Sears | Crawford Nightingale G M Smith          | 6–2, 6–4, 6–4           |
| 1883 | Nacionalno prvenstvo ZDA (2) | Richard Sears | Alexander Van Rensselaer Arthur Newbold | 6–0, 6–2, 6–2           |
| 1884 | Nacionalno prvenstvo ZDA (3) | Richard Sears | Alexander Van Rensselaer W.V.R. Berry   | 6–4, 6–1, 8–10, 6–4     |
| 1886 | Nacionalno prvenstvo ZDA (4) | Richard Sears | Howard Taylor Godfrey Brinley           | 6–3, 6–0, 6–2           |
| 1887 | Nacionalno prvenstvo ZDA (5) | Richard Sears | Howard Taylor Henry Slocum              | 6–4, 3–6, 2–6, 6–3, 6–3 |